# Tenthredo notha
Tenthredo notha är en stekelart som beskrevs av Johann Christoph Friedrich Klug 1817. Tenthredo notha ingår i släktet Tenthredo, och familjen bladsteklar. Arten är reproducerande i Sverige.

## Bildgalleri

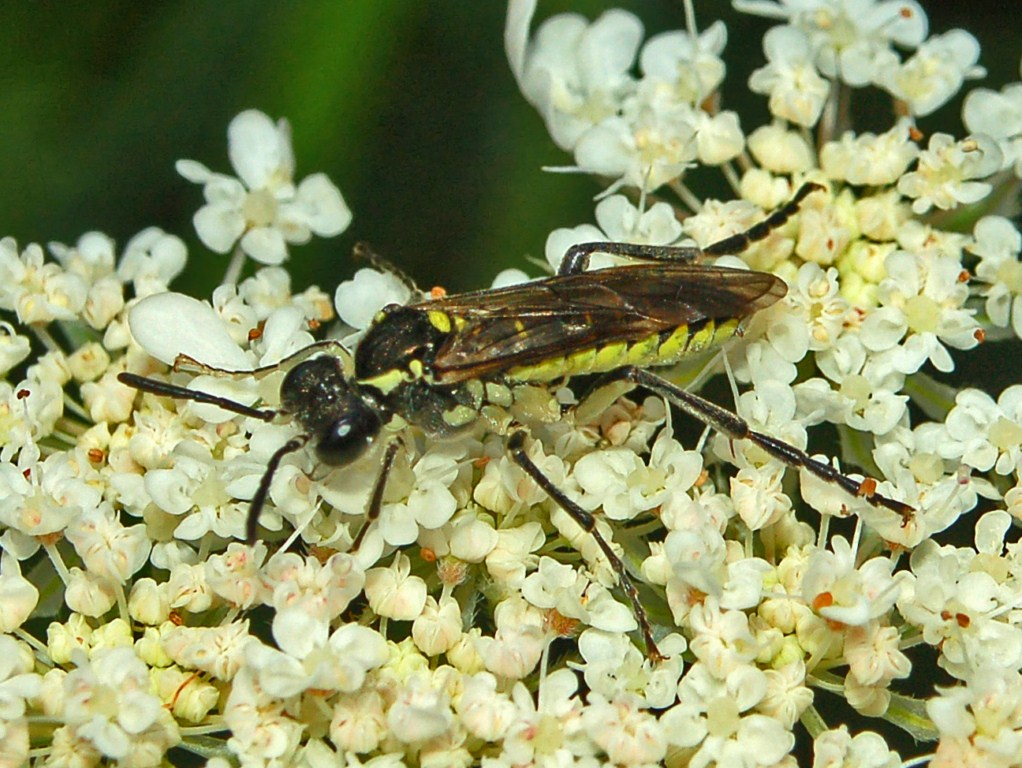